# Вор, шпион и убийца
«Вор, шпион и убийца» — роман писателя современной русской литературы Юрия Буйды. Победитель «Большой книги» 2013 года (третья премия).

## Общая информация
Первое издание романа «Вор, шпион и убийца» было оформлено к выпуску издательством «Эксмо» в Москве в 2013 году. Хотя в конце 2012 года роман был напечатан в журнале «Знамя» и к моменту выходы книги уже собрал массу критических замечаний. Роман является «автобиографической фантазией» и популярен у современного читателя.

## Сюжет
Автобиографическая проза «Вор, шпион и убийца» повествует о писательском становлении, определяет его роль в том времени и пространстве, в котором посчастливилось ему появиться на свет и строить свою жизнь. В небольшом населённом пункте под Калининградом, во времена хрущевской оттепели при недостроенном социализме начался путь к авторству. Прекрасные и чудовищные, комические и грустные сюжеты из жизни окружающих героя людей кружатся в единой симфонии эпохи.
Автор с молодых лет был заинтересован в творческом пути Кафки, отсюда понимается стремление к абсурду. Роман вполне реалистичный и описывает жизнь послевоенного городка: с его нищетой и пьянством, с ветеранами и партноменклатурой. Буйда на страницах прозы рассказал о своей жизни начиная от своего нелёгкого детства и завершая лихими 90-ми. Повествование не только о судьбе писателя, но и о жизнедеятельности целой эпохи, большой страны.
Здесь, в романе, литература преобладает над всем. Даже о гибели первой жены и появлении на свет двоих детей в прозе обозначено мимоходом. Она, литература стала неизлечимой хворью для героя, а может быть кладом, состоящим из миллиардного состояния.

## Критика и рецензии
Литературный критик современности Анна Наринская, так отметила фигуру Юрия Буйды в автобиографической фантазии:
Юрий Буйда — или, во всяком случае, совпадающий с ним по имени рассказчик в его автобиографическом романе — полностью и без особых мучений принимает правила поздней советской жизни. И не потому, что он (как, например, тоже провинциальный журналист — герой довлатовского «Компромисса») пьяница и распаденец, а просто потому, что «жизнь такая».

## Награды
- 2013 — Большая Книга, третья премия.